# I. A třída Brněnského kraje 1955
Krajský přebor – Brno (I. A třída) 1955 byl jednou ze skupin 4. nejvyšší fotbalové soutěže v Československu. O titul přeborníka Brněnského kraje soutěžilo 12 týmů každý s každým dvoukolově od března do listopadu 1955. Tento ročník začal v neděli 13. března 1955 a skončil v neděli 13. listopadu téhož roku. Jednalo se o 7. z 11 ročníků soutěže (1949–1959/60).
Vzhledem k obnovení Oblastní soutěže jako 3. nejvyšší soutěže v Československu od sezony 1955 se nejvyšší soutěž Brněnského kraje stala od tohoto ročníku 4. úrovní.

## Nové týmy v sezoně 1955
- Ze skupin Krajské soutěže – Brno 1954 (IV. liga) postoupila mužstva DSO Spartak Metra Blansko (vítěz I. skupiny), DSO Slavoj Znojmo (vítěz II. skupiny), DSO Lokomotiva Komárov (vítěz III. skupiny), DSO Spartak Moravská Třebová (2. místo v I. skupině), DSO RH Břeclav (2. místo ve II. skupině), DSO Baník Zbýšov (2. místo ve III. skupině), DSO Spartak Adamov (3. místo v I. skupině) a DSO Jiskra Trhárny Ivančice (3. místo ve III. skupině).[4]

## Konečná tabulka
Zdroj: 
| Poř. | Tým                              | Z  | V  | R | P  | VG | OG | B  |
| ---- | -------------------------------- | -- | -- | - | -- | -- | -- | -- |
| 1.   | DSO Slavoj Vyškov                | 22 | 14 | 4 | 4  | 63 | 31 | 32 |
| 2.   | DSO Spartak Kuřim                | 22 | 13 | 5 | 4  | 71 | 32 | 31 |
| 3.   | DSO Spartak Adamov (N)           | 22 | 13 | 4 | 5  | 57 | 28 | 30 |
| 4.   | DSO Spartak Metra Blansko (N)    | 22 | 11 | 5 | 6  | 68 | 37 | 27 |
| 5.   | DSO Spartak Boskovice            | 22 | 8  | 7 | 7  | 35 | 31 | 23 |
| 6.   | DSO Spartak Moravská Třebová (N) | 22 | 8  | 5 | 9  | 51 | 38 | 21 |
| 7.   | DSO Spartak ZPS Líšeň            | 22 | 8  | 5 | 9  | 42 | 41 | 21 |
| 8.   | DSO Jiskra Trhárny Ivančice (N)  | 22 | 8  | 4 | 10 | 31 | 52 | 20 |
| 9.   | DSO Baník Zbýšov (N)             | 22 | 8  | 3 | 11 | 37 | 68 | 19 |
| 10.  | DSO Slavoj Znojmo (N)            | 21 | 6  | 3 | 12 | 42 | 76 | 15 |
| 11.  | DSO Lokomotiva Komárov (N)       | 21 | 4  | 4 | 13 | 24 | 57 | 12 |
| 12.  | DSO RH Břeclav (N)               | 22 | 4  | 3 | 15 | 38 | 68 | 11 |

Poznámky:
- Z = Odehrané zápasy; V = Vítězství; R = Remízy; P = Prohry; VG = Vstřelené góly; OG = Obdržené góly; B = Body; (N) = Nováček (postoupivší z nižší soutěže)
- Utkání 16. kola mezi domácí Lokomotivou Komárov a Slavojem Znojmo, které skončilo výsledkem 2:3 ve prospěch hostí, nebylo započítáno do tabulky, jelikož Znojemští nepředložili rozhodčímu průkazy.[5]

|  | Postup do Oblastní soutěže 1956 – sk. D (III. liga)            |
|  | Sestup do příslušné I. B třídy Brněnského kraje 1956 (V. liga) |